# قائمة قرارات مجلس الأمن التابع للأمم المتحدة من 1601 إلى 1700
هذه قائمة قرارات مجلس أمن الأمم المتحدة رقم 1601 إلى 1700 المعتمدة في الفترة بين 31 مايو 2005 و10 أغسطس 2006.

## القائمة
| القرارات | التاريخ        | التصويت                                          | الاهتمامات                                                                                                |
| -------- | -------------- | ------------------------------------------------ | --- |
| 1601     | 31 مايو 2005   | 15-0-0                                           | تمدد ولاية بعثة الأمم المتحدة لتحقيق الاستقرار في هايتي                                                   |
| 1602     | 31 مايو 2005   | 15-0-0                                           | تمديد ولاية عملية الأمم المتحدة في بوروندي                                                                |
| 1603     | 3 يونيو 2005   | 15-0-0                                           | تمديد ولاية عملية الأمم المتحدة في كوت ديفوار                                                             |
| 1604     | 15 يونيو 2005  | 15-0-0                                           | تمديد ولاية قوة الأمم المتحدة لحفظ السلام في قبرص                                                         |
| 1605     | 17 يونيو 2005  | 15-0-0                                           | تمدد ولاية قوة الأمم المتحدة لمراقبة فض الاشتباك                                                          |
| 1606     | 20 يونيو 2005  | 15-0-0                                           | مطالبة الأمين العام للأمم المتحدة بدء مفاوضات حول لجنة التحقيق في بوروندي                                 |
| 1607     | 21 يونيو 2005  | 15-0-0                                           | تجديدد حظر الماس ضد ليبيريا                                                                               |
| 1608     | 22 يونيو 2005  | 15-0-0                                           | تمدد ولاية بعثة الأمم المتحدة لتحقيق الاستقرار في هايتي                                                   |
| 1609     | 24 يونيو 2005  | 15-0-0                                           | تمديد ولاية عملية الأمم المتحدة في كوت ديفوار ودعم قوات فرنسا                                             |
| 1610     | 30 يونيو 2005  | 15-0-0                                           | تمديد ولاية بعثة الأمم المتحدة في سيراليون                                                                |
| 1611     | 7 يوليو 2005   | 15-0-0                                           | إدانة تفجيرات لندن، المملكة المتحدة                                                                       |
| 1612     | 26 يوليو 2005  | 15-0-0                                           | إنشاء آلية للرصد والإبلاغ حول استخدام الجنود                                                              |
| 1613     | 26 يوليو 2005  | 15-0-0                                           | الترشيحات للقضاة في المحكمة الجنائية الدولية ليوغوسلافيا السابقة                                          |
| 1614     | 29 يوليو 2005  | 15-0-0                                           | تمدد ولاية قوة الأمم المتحدة المؤقتة في لبنان                                                             |
| 1615     | 29 يوليو 2005  | 15-0-0                                           | تمديد ولاية بعثة مراقبي الأمم المتحدة في جورجيا                                                           |
| 1616     | 29 يوليو 2005  | 15-0-0                                           | تجديد حظر الأسلحة ضد جمهورية الكونغو الديمقراطية                                                          |
| 1617     | 29 يوليو 2005  | 15-0-0                                           | تجدد العقوبات ضد طالبان]]، القاعدة، أسامة بن لادن والمنتسبين لهم                                          |
| 1618     | 4 أغسطس 2005   | 15-0-0                                           | إدانة الهجمات الإرهابية في العراق                                                                         |
| 1619     | 11 أغسطس 2005  | 15-0-0                                           | تمدد ولاية بعثة الأمم المتحدة للمساعدة في العراق                                                          |
| 1620     | 31 أغسطس 2005  | 15-0-0                                           | إنشاء مكتب الأمم المتحدة المتكامل في سيراليون                                                             |
| 1621     | 6 سبتمبر 2005  | 15-0-0                                           | زيادة قوة بعثة الأمم المتحدة في جمهورية الكونغو الديمقراطية                                               |
| 1622     | 13 سبتمبر 2005 | 15-0-0                                           | تمديد ولاية بعثة الأمم المتحدة في إثيوبيا وإريتريا                                                        |
| 1623     | 13 سبتمبر 2005 | 15-0-0                                           | تمديد قوة المساعدة الأمنية الدولية في أفغانستان                                                           |
| 1624     | 14 سبتمبر 2005 | 15-0-0                                           | دعوة الدول إلى تعزيز إجراءات فحص الإرهاب وإجراءات حماية الركاب                                            |
| 1625     | 14 سبتمبر 2005 | 15-0-0                                           | التأكيد من جديد الحاجة إلى اعتماد استراتيجية لمنع الصراع                                                  |
| 1626     | 19 سبتمبر 2005 | 15-0-0                                           | تمديد ولاية بعثة الأمم المتحدة في ليبيريا                                                                 |
| 1627     | 23 سبتمبر 2005 | 15-0-0                                           | تمديد ولاية بعثة الأمم المتحدة في السودان                                                                 |
| 1628     | 30 سبتمبر 2005 | 15-0-0                                           | تمديد ولاية بعثة الأمم المتحدة في جمهورية الكونغو الديمقراطية                                             |
| 1629     | 30 سبتمبر 2005 | 15-0-0                                           | تكليف القضية في كالمحكمة الجنائية الدولية ليوغوسلافيا السابقة                                             |
| 1630     | 14 أكتوبر 2005 | 15-0-0                                           | إعادة تأسيس لجنة مراقبة حظر الأسلحة ضد الصومال                                                            |
| 1631     | 17 أكتوبر 2005 | 15-0-0                                           | التعاون بين الأمم المتحدة والمنظمات الإقليمية في الحفاظ على البازلاء الدوليةم والأمن                      |
| 1632     | 18 أكتوبر 2005 | 15-0-0                                           | تمديد ولاية فريق الخبراء                                                                                  |
| 1633     | 21 أكتوبر 2005 | 15-0-0                                           | المطالبة بتنفيذ اتفاقات السلام في ساحل العاج                                                              |
| 1634     | 28 أكتوبر 2005 | 15-0-0                                           | تمديد ولاية بعثة الأمم المتحدة للاستفتاء في الصحراء الغربية                                               |
| 1635     | 28 أكتوبر 2005 | 15-0-0                                           | تمديد ولاية بعثة الأمم المتحدة في جمهورية الكونغو الديمقراطية                                             |
| 1636     | 31 أكتوبر 2005 | 15-0-0                                           | مطالبة سوريا بالتعاون مع لجنة التحقيق الدولية التابعة للأمم المتحدة والتدخل النهائي في لبنان              |
| 1637     | 8 نوفمبر 2005  | 15-0-0                                           | تمديد ولاية القوات المتعددة الجنسيات في العراق                                                            |
| 1638     | 11 نوفمبر 2005 | 15-0-0                                           | توقيف واحتجاز ونقل المحكمة الخاصة لسيراليون                                                               |
| 1639     | 21 نوفمبر 2005 | 15-0-0                                           | البوسنة والهرسك                                                                                           |
| 1640     | 23 نوفمبر 2005 | 15-0-0                                           | مطالبة إريتريا بوقف القيود على بعثة الأمم المتحدة في إثيوبيا وإريتريا                                     |
| 1641     | 30 نوفمبر 2005 | 15-0-0                                           | تمديد ولاية عملية الأمم المتحدة في بوروندي                                                                |
| 1642     | 14 ديسمبر 2005 | 15-0-0                                           | تمديد ولاية قوة الأمم المتحدة لحفظ السلام في قبرص                                                         |
| 1643     | 15 ديسمبر 2005 | 15-0-0                                           | تجدد حظر الأسلحة والسفر والقيود المالية على ساحل العاج                                                    |
| 1644     | 15 ديسمبر 2005 | 15-0-0                                           | تمدد ولاية لجنة التحقيق الدولية المستقلة التابعة للأمم المتحدة في لبنان                                   |
| 1645     | 20 ديسمبر 2005 | 15-0-0                                           | إنشاء لجنة الأمم المتحدة لبناء السلام                                                                     |
| 1646     | 20 ديسمبر 2005 | 13–0–2 (ممتنعون: الأرجنتين، البرازيل)            | عضوية لجنة بناء السلام                                                                                    |
| 1647     | 20 ديسمبر 2005 | 15-0-0                                           | تجدد الأسلحة والسفر والماس وقيود الأخشاب ضد ليبيريا                                                       |
| 1648     | 21 ديسمبر 2005 | 15-0-0                                           | تمدد ولاية قوة الأمم المتحدة لمراقبة فض الاشتباك                                                          |
| 1649     | 21 ديسمبر 2005 | 15-0-0                                           | تجدد حظر الأسلحة والعقوبات المالية والسفر ضد جمهورية الكونغو الديمقراطية                                  |
| 1650     | 21 ديسمبر 2005 | 15-0-0                                           | تمديد ولاية عملية الأمم المتحدة في بوروندي                                                                |
| 1651     | 21 ديسمبر 2005 | 15-0-0                                           | تمدد ولاية لجنة مراقبة الوضع في دارفور، السودان                                                           |
| 1652     | 24 يناير 2006  | 15-0-0                                           | تمدد ولاية عملية الأمم المتحدة في كوت ديفوار ودعم القوات الفرنسية                                         |
| 1653     | 27 يناير 2006  | 15-0-0                                           | التأكيد على نزع السلاح في منطقة البحيرات الكبرى الأفريقية                                                 |
| 1654     | 31 يناير 2006  | 15-0-0                                           | إعادة تأسيس لجنة مراقبة حظر الأسلحة ضد جمهورية الكونغو الديمقراطية                                        |
| 1655     | 31 يناير 2006  | 15-0-0                                           | تمدد ولاية قوة الأمم المتحدة المؤقتة في لبنان                                                             |
| 1656     | 31 يناير 2006  | 15-0-0                                           | تمديد ولاية بعثة مراقبي الأمم المتحدة في جورجيا                                                           |
| 1657     | 6 فبراير 2006  | 15-0-0                                           | إعادة تسريح سرية مشاة واحدة من بعثة الأمم المتحدة في ليبيريا إلى عملية الأمم المتحدة في كوت ديفوار        |
| 1658     | 14 فبراير 2006 | 15-0-0                                           | تمدد ولاية بعثة الأمم المتحدة لتحقيق الاستقرار في هايتي                                                   |
| 1659     | 15 فبراير 2006 | 15-0-0                                           | مصادقة اتفاق أفغانستان                                                                                    |
| 1660     | 28 فبراير 2006 | 15-0-0                                           | تعديل قانون المحكمة الجنائية الدولية ليوغوسلافيا السابقة                                                  |
| 1661     | 14 مارس 2006   | 15-0-0                                           | تمديد ولاية بعثة الأمم المتحدة في إثيوبيا وإريتريا                                                        |
| 1662     | 23 مارس 2006   | 15-0-0                                           | تمديد ولاية بعثة الأمم المتحدة للمساعدة في أفغانستان                                                      |
| 1663     | 24 مارس 2006   | 15-0-0                                           | تمديد ولاية بعثة الأمم المتحدة في السودان                                                                 |
| 1664     | 29 مارس 2006   | 15-0-0                                           | المطالبة من الأمين العام التشاور مع حكومة لبنان بشأن محكمة اغتيال رفيق الحريري                            |
| 1665     | 29 مارس 2006   | 15-0-0                                           | تمدد ولاية لجنة مراقبة الوضع في دارفور، السودان                                                           |
| 1666     | 31 مارس 2006   | 15-0-0                                           | تمديد ولاية بعثة مراقبي الأمم المتحدة في جورجيا                                                           |
| 1667     | 31 مارس 2006   | 15-0-0                                           | تمديد ولاية بعثة الأمم المتحدة في ليبيريا                                                                 |
| 1668     | 10 أبريل 2006  | 15-0-0                                           | القضية في المحكمة الجنائية الدولية ليوغوسلافيا السابقة                                                    |
| 1669     | 10 أبريل 2006  | 15-0-0                                           | إعادة تسريح أفراد من عملية الأمم المتحدة في بوروندي إلى بعثة الأمم المتحدة في جمهورية الكونغو الديمقراطية |
| 1670     | 13 أبريل 2006  | 15-0-0                                           | تمديد ولاية بعثة الأمم المتحدة في إثيوبيا وإريتريا                                                        |
| 1671     | 25 أبريل 2006  | 15-0-0                                           | جمهورية الكونغو الديمقراطية                                                                               |
| 1672     | 25 أبريل 2006  | 12–0–3 (الممتنعون عن التصويت: الصين، قطر، روسيا) | يفرض عقوبات على أربعة أشخاص سودانيون                                                                      |
| 1673     | 27 أبريل 2006  | 15-0-0                                           | تمدد ولاية اللجنة لرصد تنفيذ القرار 1540 بشأن عدم الانتشار                                                |
| 1674     | 28 أبريل 2006  | 15-0-0                                           | أهمية منع الصراع من خلال التنمية و الديمقراطية                                                            |
| 1675     | 28 أبريل 2006  | 15-0-0                                           | تمديد ولاية بعثة الأمم المتحدة للاستفتاء في الصحراء الغربية                                               |
| 1676     | 10 مايو 2006   | 15-0-0                                           | إعادة تأسيس لجنة مراقبة حظر الأسلحة ضد الصومال                                                            |
| 1677     | 12 مايو 2006   | 15-0-0                                           | تمدد ولاية مكتب الأمم المتحدة في تيمور الشرقية                                                            |
| 1678     | 15 مايو 2006   | 15-0-0                                           | تمديد ولاية بعثة الأمم المتحدة في إثيوبيا وإريتريا                                                        |
| 1679     | 16 مايو 2006   | 15-0-0                                           | قرار الاتحاد الأفريقي بتحويل عملية حفظ السلام في دارفور، السودان                                          |
| 1680     | 17 مايو 2006   | 13–0–2 (ممتنعون: الصين، روسيا)                   | تشجيع سوريا على الاستجابة لطلب لبنان ورسم الحدود                                                          |
| 1681     | 31 مايو 2006   | 15-0-0                                           | تمديد ولاية بعثة الأمم المتحدة في إثيوبيا وإريتريا                                                        |
| 1682     | 2 يونيو 2006   | 15-0-0                                           | الزيادة من قوة عملية الأمم المتحدة في كوت ديفوار                                                          |
| 1683     | 13 يونيو 2006  | 15-0-0                                           | ضبط حظر الأسلحة ضد ليبيريا                                                                                |
| 1684     | 13 يونيو 2006  | 15-0-0                                           | الترشيحات للقضاة في المحكمة الجنائية الدولية لرواندا                                                      |
| 1685     | 13 يونيو 2006  | 15-0-0                                           | تمدد ولاية قوة الأمم المتحدة لمراقبة فض الاشتباك                                                          |
| 1686     | 15 يونيو 2006  | 15-0-0                                           | تمدد ولاية لجنة التحقيق الدولية المستقلة التابعة للأمم المتحدة في لبنان                                   |
| 1687     | 15 يونيو 2006  | 15-0-0                                           | تمديد ولاية قوة الأمم المتحدة لحفظ السلام في قبرص                                                         |
| 1688     | 16 يونيو 2006  | 15-0-0                                           | توافق على نقل رئيس ليبيريا السابق تشارلز تايلور إلى لاهاي، هولندا                                         |
| 1689     | 20 يونيو 2006  | 15-0-0                                           | تجديد القيود على استيراد المواد الخام الماس من ليبيريا؛ رفع القيود عن الأخشاب                             |
| 1690     | 20 يونيو 2006  | 15-0-0                                           | تمدد ولاية مكتب الأمم المتحدة في تيمور الشرقية                                                            |
| 1691     | 22 يونيو 2006  | تم اعتماده بدون تصويت                            | قبول الجبل الأسود لدى الأمم المتحدة                                                                       |
| 1692     | 30 يونيو 2006  | 15-0-0                                           | تمديد ولاية عملية الأمم المتحدة في بوروندي                                                                |
| 1693     | 30 يونيو 2006  | 15-0-0                                           | تمدد الزيادة في حجم بعثة الأمم المتحدة في جمهورية الكونغو الديمقراطية                                     |
| 1694     | 13 يوليو 2006  | 15-0-0                                           | زيادة عنصر الشرطة في بعثة الأمم المتحدة في ليبيريا                                                        |
| 1695     | 15 يوليو 2006  | 15-0-0                                           | إدانة تجارب صاروخية صواريخ كورية شمالية عام 2006 بواسطة كوريا الشمالية                                    |
| 1696     | 31 يوليو 2006  | 14–1–0 (ضد: قطر)                                 | مطالبة إيران لإنهاء أنشطة تخصيب اليورانيوم                                                                |
| 1697     | 31 يوليو 2006  | 15-0-0                                           | تمدد ولاية قوة الأمم المتحدة المؤقتة في لبنان                                                             |
| 1698     | 31 يوليو 2006  | 15-0-0                                           | تمديد ولاية فريق الخبراء في جمهورية الكونغو الديمقراطية                                                   |
| 1699     | 8 أغسطس 2006   | 15-0-0                                           | التعاون بين [[الأمم المتحدة] ]والإنتربول فيما يتعلق بالعقوبات الدولية                                     |
| 1700     | 10 أغسطس 2006  | 15-0-0                                           | تمدد ولاية بعثة الأمم المتحدة للمساعدة في العراق                                                          |